# Ананке
Ана́нке, Ана́нка (грец. Ἀνάγκη — «неминучість») — уособлення неминучої долі. Платон вважає Ананке матір'ю мойр. Між колінами Ананке обертається веретено, вісь якого є віссю світу. Ананке ототожнювали з Немесідою та Діке. Римський аналог Ананке — Некессітас.